# C/2025 F2 (SWAN)
C/2025 F2 (SWAN)는 2025년 3월 NASA·ESA의 태양 관측 위성 SOHO에 탑재된 SWAN(Solar Wind ANisotropies) 장비로 발견된 비주기 혜성이다.  초기 예상은 겉보기 등급 +5.0 까지 밝아져 맨눈 관측이 가능할 것으로 기대되었지만, 근일점 접근 시점에 일부 소멸되어 희미한 잔해만 남았다.

## 발견
2025년 3월 29일 Vladimir Bezugly와 Michael Mattiazzo가 SWAN 이미지에서 혜성 후보를 독립적으로 보고했으며, Rob Matson도 3월 31일에 이를 확인했다.

## 명칭
이후 혜성은 "SWAN25F"라는 비공식 이름이 붙었고, 정식 명칭 C/2025 F2 (SWAN)으로 등록되었다.

## 광도 변화

### 증광
2025년 3월 말 TVSWAN 관측 당시 등급 약 11에서 시작해 4월 3일은+10.6등급, 4월 5~6일에 약 +8.1~+8.6등급, (꼬리 길이는 1.5~2°까지 확장되었다.)

### 감광
하지만 4월 중순 이후 감광을 시작했으며, 4월 하순에는 분해되어 핵이 사라지고 먼지 잔해만 남은 상태였다. 근일점(5월 1일) 근처 시점에는 맨눈 관측은 실패했으며, 현재 망원경으로도 관측이 어렵다

## 위치 변화
- 페가수스자리 북동쪽, 알페라츠 근처로 갔다.
- 안드로메다자리 → 삼각형자리로 변경하였다.

## 녹색 발광의 원인
혜성은 녹색 발광을 띠며, 이는 태양광에 의해 자극된 C₂(이원자 탄소) 분자의 발광 때문이다

## 옛 발견 논란
SOHO·PANSTARRS·DECam 등 다양한 관측 장치로 사전 관측(프리커버리 이미지) 되었고, Xingming 관측소는 2024년 9월 경 이미 포착된 바 있다.

## 혜성의 기원
혜성은 오르트 구름이 기원으로 추정되며, 이번 궤적은 아마 첫 태양 접근이었을 가능성이 높아, 해체가 촉진된 것으로 보인다.